# Emma Schweiger (Eishockeyspielerin)
Emma Schweiger (* 26. Mai 1998 in Füssen) ist eine ehemalige deutsche Eishockeytorhüterin, die zwischen 2015 und 2023 für den ECDC Memmingen in der Fraueneishockey-Bundesliga spielte.

## Karriere
Emma Schweiger begann mit dem Eishockeysport beim EV Füssen in der Schüler-Bundesliga als Torhüterin. Sie wurde während der Spielzeiten 2012/13, 2013/14 und 2014/15 an den SC Garmisch-Partenkirchen ausgeliehen, wo sie bereits erste Erfahrungen in der Fraueneishockey-Bundesliga machte. 
Ab dem Jahr 2015 spielte sie für den ECDC Memmingen in der Frauen-Bundesliga und gewann mit diesem zahlreiche nationale und europäische Titel, unter anderem die deutsche Meisterschaft 2016, 2018 und 2019 sowie den DEB-Pokal der Frauen 2016, 2017 und 2018.

## Erfolge und Auszeichnungen
- 2016 Deutscher Meister mit dem ECDC Memmingen
- 2016 DEB-Pokalsieger mit dem ECDC Memmingen
- 2017 DEB-Pokalsieger mit dem ECDC Memmingen
- 2017 Gewinn des EWHL Super Cups mit dem ECDC Memmingen
- 2018 Deutscher Meister mit dem ECDC Memmingen
- 2018 DEB-Pokalsieger mit dem ECDC Memmingen
- 2019 Deutscher Meister mit dem ECDC Memmingen
- 2023 Deutscher Meister mit dem ECDC Memmingen